# 罗兰多·门多萨
罗兰多·德爾羅薩里奧·門多萨（Rolando del Rosario Mendoza，1955年1月10日—2010年8月23日），菲律賓前高級督察，為馬尼拉人質事件中的持械劫持、綁架及謀殺者。在事件中，罗兰多·羅薩里奧·门多萨與菲律賓政府談判了數小時，但是仍然沒有結果後，開槍射擊香港旅客，其中8人遇害，另有多人亦受槍傷。至當天晚上8時42分被警察射殺。事後他被星島日報稱為「警魔」、「菲律賓的徐步高」。

## 家庭
门多萨与妻子奥罗拉育有2子1女，其中次子俾斯麥·门多萨（Bismark Mendoza）以及胞弟格雷戈里奥·门多萨（Gregorio Mendoza）皆為警察。胞弟亦曾經在綁架事件現場協助談判專家與其談判，然而其胞弟卻突然要求门多萨不要做出任何妥協，事後遭到拘捕。

## 生平

### 早年
门多萨出生于菲律宾甲米地省奈克，1981年毕业于菲律宾大学犯罪学学士学位，同年4月加入菲律宾国家警察部队分部（马尼拉警察分局）。1991年加入刚剛成立的菲律宾国家警察，且并获得3级高等警官職衔；2002年，门多萨被提拔为警察分局局长；2005年升为高級督察。
门多萨在1986年被國際青年商會選為菲律賓十大傑出警察，获得“国家警察局效率奖”、“国家警察局功勋奖章”及“国家警察局服务奖章”等共17项荣誉。

### 被革職及人生受挫
2008年4月9日，马尼拉文华大酒店的厨师长克里斯蒂安·卡劳因為涉嫌非法停车以及无牌驾驶，又拒絕交予3,000比索罰款，被门多萨和他的下屬帶回警局。卡劳后来稱，门多萨及其下屬強迫其繳納20,000比索罰款，以及强迫他吞食非法药物。同月25日，接到投訴的菲律賓申訴專員公署以門多萨與另外4人企圖向馬尼拉文華東方酒店的厨师勒索20,000披索為理由，解除门多萨的机动部队高级督察一职。同年8月，馬尼拉檢察院第八處的初級審查期間，卡劳拒絕出席調查。同年10月17日，菲律宾国家警察内务部在原告未能夠出席解雇程序的情况下建议撤销案件。门多萨未有出現於菲律賓國家警察內務部舉行的聽證會上。
2009年6月，由於卡勞對於門多萨等人的指控遲遲未能夠得到證實，被停止職務的門多萨終於有了一次重新返回公共職務的機會，然而他被貶到外省，在菲律賓南部伊斯蘭武裝部隊叛亂組織盤踞的棉蘭老島自治區擔任警官，然而未能夠通過為期90天的試用期。 
2010年1月，門多萨最終被革除職務，并且取消其所有的退休福利。

### 參與綁架
門多萨的弟弟格雷戈里奧也是警察，他說，門多萨覺得“自己遭不公正對待……（遭到解除職務）沒走正當程序，沒有聽證會，沒有申訴”。“他感到失望，覺得自己在警察崗位上做得不錯，卻是因為自己沒做過的事情而遭到解除職務。”  
最終他向外界表示：“我將用一個巨大的錯誤，來更正一個巨大的錯誤決定。”。2010年8月23日是次劫持及開槍事件，門多萨令八位香港人死亡，同樣也導致門多萨中槍死亡而演變成為了菲律賓冤案。

## 爭議
- 中國駐菲律賓大使館強烈譴責槍手門多萨出殯時棺木蓋菲律賓國旗。大使館認為：「只有英雄及正直、正派的人，靈柩才應該蓋上國旗。像門多萨般冷血、殘暴，傷害無辜性命的人，只會沾污國旗。」不過，菲律賓政府表示，門多萨靈柩蓋上之國旗，只是其家人的主意[7]。

- 門多萨家人認為，門多萨生前是個好人，所幹的都是好事。

- 時任香港行政長官曾蔭權認為，槍手原本是「菲律賓十大傑出警察」，但是為了一己之私，摧毀8條寶貴的人命，粉碎別人美好的家庭，斥責兇徒行為「自私」、「醜陋」[8]。